# 엘리자베스 알렉산더
엘리자베스 알렉산더(Elizabeth Alexander, 1952년 8월 21일 ~ )는 오스트레일리아의 배우이다.
애들레이드에서 태어났다.

## 영화
- 더 클리닉 (2009년)
- 공포의 별장 (2004년)
- 올 세인츠 (1998년)
- 타임 트랙스 (1993년)
- 홈 앤 어웨이 (1988년) - 크리스틴 존스 역
- 킬링 오브 엔젤 스트리트 (1981년)
- 지미 블랙스미스 (1978년)